# NCAA Football
A NCAA Football é o principal campeonato nacional de futebol americano universitário nos Estados Unidos, atualmente dividido em 3 divisões que não possuem o sistema de promoção e rebaixamento convencional. Para ascender de divisão, é obrigatório que seja chamado para participar de uma conferência da divisão superior e o rebaixamento pode ser feito por escolha da própria universidade ou imposto pela NCAA, ao verificar que esta instituição não possui os requisitos para estar naquela divisão, como por exemplo, a quantidade de bolsa de estudos dos jogadores e a infra-estrutura do estádio são requisitos que podem fazer com que a NCAA rebaixe alguma universidade. A NCAA Division 1 é dividida em duas subdivisões a Football Bowl Subdivision (FBS), com 133 equipes universitárias e Football Championship Subdivision (FCS), com 128 equipes, sendo a FBS a mais popular e as instituições são mais ricas entre os times das duas.
Algumas das regras usadas pela NCAA diferem das usadas na NFL, como pode ser visto na página: Futebol americano universitário.

## Organização
Os times universitários jogam contra outras escolas do mesmo tamanho através do sistema de divisão da NCAA. A Division I geralmente consiste das principais universidades esportivas com orçamentos maiores, as instalações mais elaboradas, e maiores bolsas atléticas. A Division I é dividida em Football Bowl Subdivision (FBS) o que significa Subdivisão de Bowls e que não tem um torneio organizado para determinar o seu campeão, e em vez disso equipes competem em jogos de pós-temporada (jogos de bowls) e a Football Championship Subdivision (FCS), o que significa Subdivisão do Campeonato, que possui um sistema de playoffs semelhante ao de outros esportes americanos. A FBS são as escolas mais ricas, com mais infra-estrutura e nela é obrigatório que todos os atletas possuam bolsas integrais. Já na FCS, os times possuem menos infra-estrutura que os times da FBS e só é obrigatório que 90% dos atletas recebam bolsas integrais. Há ainda a NCAA Division II, que consiste principalmente de menores instituições públicas e privadas que oferecem bolsas de estudo inferiores às da Division I. Já a NCAA Division III as equipes não oferecem bolsas de estudo.
As equipes em cada uma dessas quatro divisões são divididos em várias conferências regionais. Há ainda as divisões inferiores à NCAA Division III que são a NAIA Football e a NJCAA Football, que também são divididas em conferências regionais, porém não são controladas pela NCAA.

## Campeonatos Nacionais
Dentro da NCAA há 4 divisões e portanto cada uma possui uma maneira diferente de determinar seu campeão. Há ainda divisões inferiores à NCAA que também possuem seu próprio campeonato. Ao longo da história houve diversas maneiras diferentes de determinar os campeões de seus torneios. Na NCAA Football Bowl Subdivision (Division I FBS) há o College Football Playoff (CFP) que iniciou na temporada de 2014-15. Anteriormente seu campeão era definido por um sistema conhecido como Bowl Championship Series (BCS) que ocorreu entre 1998 e 2014. Anterior à BCS, havia o National Football Championship que definia o campeão da Division I. Já na NCAA Football Championship Subdivision (Division I FCS), a outra parte da primeira divisão possui um Playoff semelhante ao de outros esportes americanos e é conhecido como FCS Playoff.

### College Football Playoff (CFP) e Bowl Championship Series (BCS)
Em parte como compromisso entre simpatizantes de jogos de bowls e simpatizantes do playoff, a NCAA criou a Bowl Championship Series (BCS) na Division I (FBS), em 1998, a fim de criar um jogo do Campeonato Nacional de futebol americano universitário definitivo. A série deveria incluir os quatro jogos de bowl mais proeminentes (Rose Bowl, Orange Bowl, Sugar Bowl, Fiesta Bowl), enquanto o jogo do Campeonato Nacional se revezaria cada ano, entre um desses locais. Se, por exemplo, o Rose Bowl era para ser jogado como o Campeonato Nacional de um ano, os outros três jogos da série ainda seguem seus procedimentos normais para selecionar as equipes, tais como considerar campeões de conferência e vagas restantes. Os campeões das conferências mais fortes, conhecidas como Power Five (SEC, Big 12, Big Ten, Pac-12 e ACC) teriam todos um lugar garantido em um dos jogos de BCS, enquanto as vagas restantes iriam para equipes de outras conferências.
O comitê de seleção BCS usava um complicado, e muitas vezes controverso sistema de computador para classificar todas as equipes da Division I-FBS e as duas melhores equipes no final da temporada para jogar o Campeonato Nacional. Este sistema de computador, que se baseia nas pesquisas de jornais, enquetes online, pesquisas de treinadores, a força dos oponentes, e vários outros fatores de temporada de uma equipe, tem levado a muita controvérsia sobre se os dois melhores times do país estão sendo selecionados para jogar na o jogo do Campeonato Nacional. O sistema BCS foi ligeiramente ajustado em 2006, com a NCAA adicionado um jogo 5 da série, chamado de BCS National Championship Game. Isso permitiria que os quatro outros bowls usem a BCS para o seu processo de seleção normal para selecionar as equipes em seus jogos, enquanto os 2 melhores times no ranking BCS iriam jogar no National Championship Game.
A partir da temporada de 2014-15, foi criado o College Football Playoff (CFP), que substituiu a BCS. NO CFP, ao invés dos 2 melhores times já se classificarem para a final como na antiha BCS, agora os 4 melhores times baseados nesse ranking se classificam para as semifinais, que são revezadas de ano em ano entre os 6 bowls mais importantes: (Rose Bowl, Orange Bowl, Sugar Bowl, Fiesta Bowl, Cotton Bowl e Peach Bowl), o vencedor de cada semifinal se classifica para a final do campeonato, chamada de: College Football Playoff National Championship, e o vencedor deste jogo se consagra campeão da temporada.

### Jogos de Bowl
Os jogos de bowl são tradicionais no futebol americano universitário e colegial, Diferentemente da maioria dos outros esportes-universitários ou profissionais. A Football Bowl Subdivision (FBS), anteriormente conhecida como Divisão I-A do futebol americano universitário preserva esta tradição e tem uma série de jogos de pós-temporada chamados "bowl games". Os quatro primeiros colocados que fazem o College Football Playoff são tradicionalmente determinados por votos de ex-jogadores, escritores esportivos e de outros não-jogadores. As semifinais são jogos de bowls tradicionais e são chamados de New Years Six (que são o Rose Bowl, Fiesta Bowl, Sugar Bowl, Orange Bowl, Peach Bowl e Cotton Bowl Classic, revezando entre estes a cada ano.) e são disputados próximo ao Ano-novo, daí vem o nome.
O primeiro bowl foi o Rose Bowl de 1902, disputado entre Michigan e Stanford, Michigan venceu 49-0. Ele terminou quando Stanford solicitou e Michigan concordou em terminar com oito minutos faltando no relógio. Esse jogo era tão desequilibrado que o jogo não foi disputado anualmente até 1916, quando o Tournament of Roses decidiu fazer novamente o jogo pós-temporada. O termo "bowl" origina-se da forma do estádio Rose Bowl, em Pasadena, Califórnia, que foi construído em 1923 e parecia uma tigela. Este é o lugar onde o nome veio ser usado, como se tornou conhecido como o Rose Bowl. Outros jogos vieram e usaram o termo "bowl", indpendentemente se o estádio tinha a forma de uma tigela ou não.
A NCAA Division I FBS possui diversos bowls, enquanto a NCAA Division I FCS apresenta apenas um, porém no passado já apresentou outros que foram extintos, a NCAA Division II e Division III também apresentam seus bowls, assim como a NAIA Football e a NJCAA Football também apresentam jogos de bowls. O futebol americano de ensino médio (colegial) também possui diversos jogos de bowls por todo o país.
No nível Division I FBS, as equipes devem ganhar o direito de ser elegíveis a um bowl ao vencer, pelo menos, seis jogos (de 12 na temporada regular) durante a temporada, (há casos em que as equipes jogam 13 jogos em uma temporada, o que é o caso da Universidade do Havaí e qualquer um de seus adversários que tenham de jogar no Havaí, tem o direito de jogar um jogo a mais na temporada regular para tentar a sua eligibilidade para os bowls. Há ainda o caso das conferências que são subdivididas em Norte e Sul ou Leste e Oeste por exemplo, neste caso o melhor time de cada divisão fazem uma final para ver quem se consagrará campeão geral da conferência, isso explica porque há times com 13 jogos antes dos bowls por exemplo). Em seguida, esses times que atingiram seis vitórias são convidados para um jogo de bowl com base em sua classificação de conferência e das vagas que a conferência tem para indicar times para cada jogo de bowl. Para a temporada de 2019, havia 40 jogos de bowl (39 bowls normais e a final do Playoff), então 78 das 130 equipes da Division I FBS foram convidadas para jogar em um bowl (porém nem sempre 78 times terminam com ao menos 6 vitórias na temporada regular, nestes casos os melhores times de 5 vitórias são chamados para bowls. Mas também há temporadas em que mais de 78 times ficam com 6 vitórias, então há times que apesar de serem elegíveis não são chamados para nenhum bowl). Estes jogos são disputados a partir de meados de dezembro até o início de Janeiro. Os jogos de bowl no meados de dezembro são de menor importância e os bowls de maior prestígio são disputados próximos ao Ano-novo.
As vagas para os bowls na FBS são distribuídas de acordo com as conferências ou acordo feito diretamente com o próprio time (no caso dos times independentes). Todas as conferências possuem um contrato com diferentes bowls e seus times de acordo com sua posição no ranking da conferência já são selecionados para aquele bowl pré-determinado. As conferências mais fortes, conhecidas como Power Five (SEC, Big 12, Big Ten, Pac-12 e ACC) possuem mais vagas para bowls que as conferências menores, conhecidas como Group of Five (American, C-Usa, MAC, Mountain West e Sun Belt) portanto se possui mais times elegíveis para bowls do que vagas, provavelmente os times que não serão convidados para bowls serão da Group of Five. E caso haja mais vagas do que times elegíveis para bowls, os times de 5 vitórias que serão chamados para compor essas vagas provavelmente serão da Power Five. 
Há ainda alguns times que não fazem parte de nenhuma conferência e são chamados de Independentes. Todas as divisões da NCAA (Division I FBS, Division I FCS, Division II e Division III) possuem alguns poucos times chamados de independentes. Um time independente pode ser chamado para participar de uma conferência e aceitar o convite ou também pode recusá-lo e continuar como independente. A vantagem de ser um time independente é que o próprio time monta todos os jogos do seu calendário, diferentemente dos times das conferências que são obrigados a jogarem contra times de sua própria conferência e possuem poucos jogos para poder escolher times de outras conferências para jogar. O time independente também faz seus próprios acordos com determinados jogos de bowls, diferentemente dos times que pertencem as conferências que estão submetidos aos bowls que a sua conferência possui acordo.
Devido à popularidade dos bowls universitários, a NFL decidiu dar o nome de sua final de Super Bowl, desta forma destaca-se como se fosse o mais importante de todos os bowls.

### FCS Playoffs
A Division I FCS, anteriormente chamada de Division I-AA, apresenta um sistema de Playoff semelhante ao de outros esportes americanos (diferentemente da FBS). Iniciou-se em 1978 com 4 times, em 1987 foi expandido para 16 times, em 2010 foi expandido novamente, desta vez para 20 times e em 2013 se expandiu mais uma vez, para a configuração atual de 24 times. O playoff define o campeão anual da FCS.

### Outros campeonatos
- National Football Championship (anterior a criação do BCS em 1998) - NCAA Football Division I FBS
- NCAA Division I FCS Consensus Mid-Major Football National Championship - NCAA Football Division I FCS
- NCAA Division II National Football Championship - NCAA Football Division II
- NCAA Division III National Football Championship - NCAA Football Division III
- NAIA National Football Championship - NAIA Football
- NJCAA National Football Championship - NJCAA Football (junior colleges).

## Mapa dos times

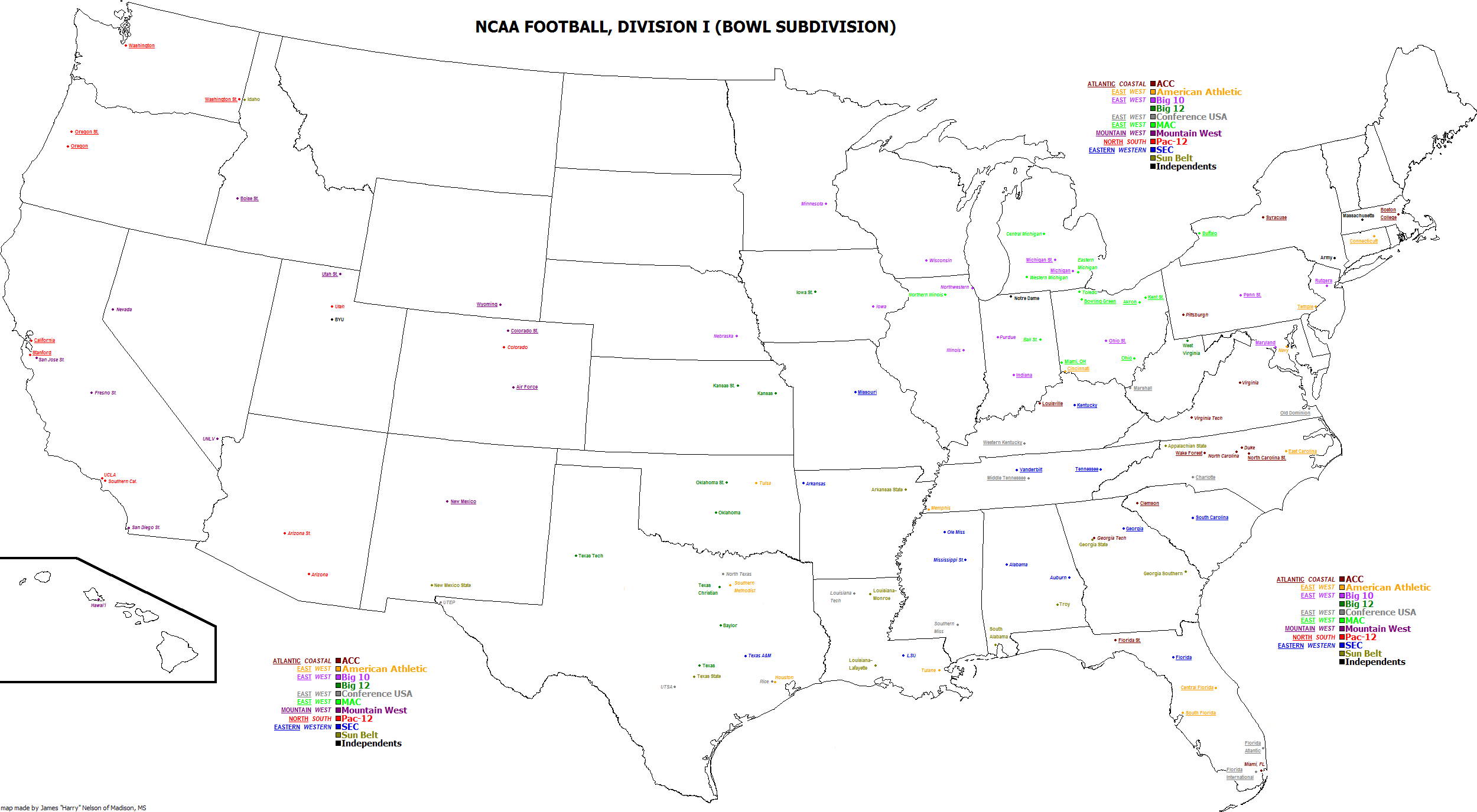
Mapa dos participantes da FBS
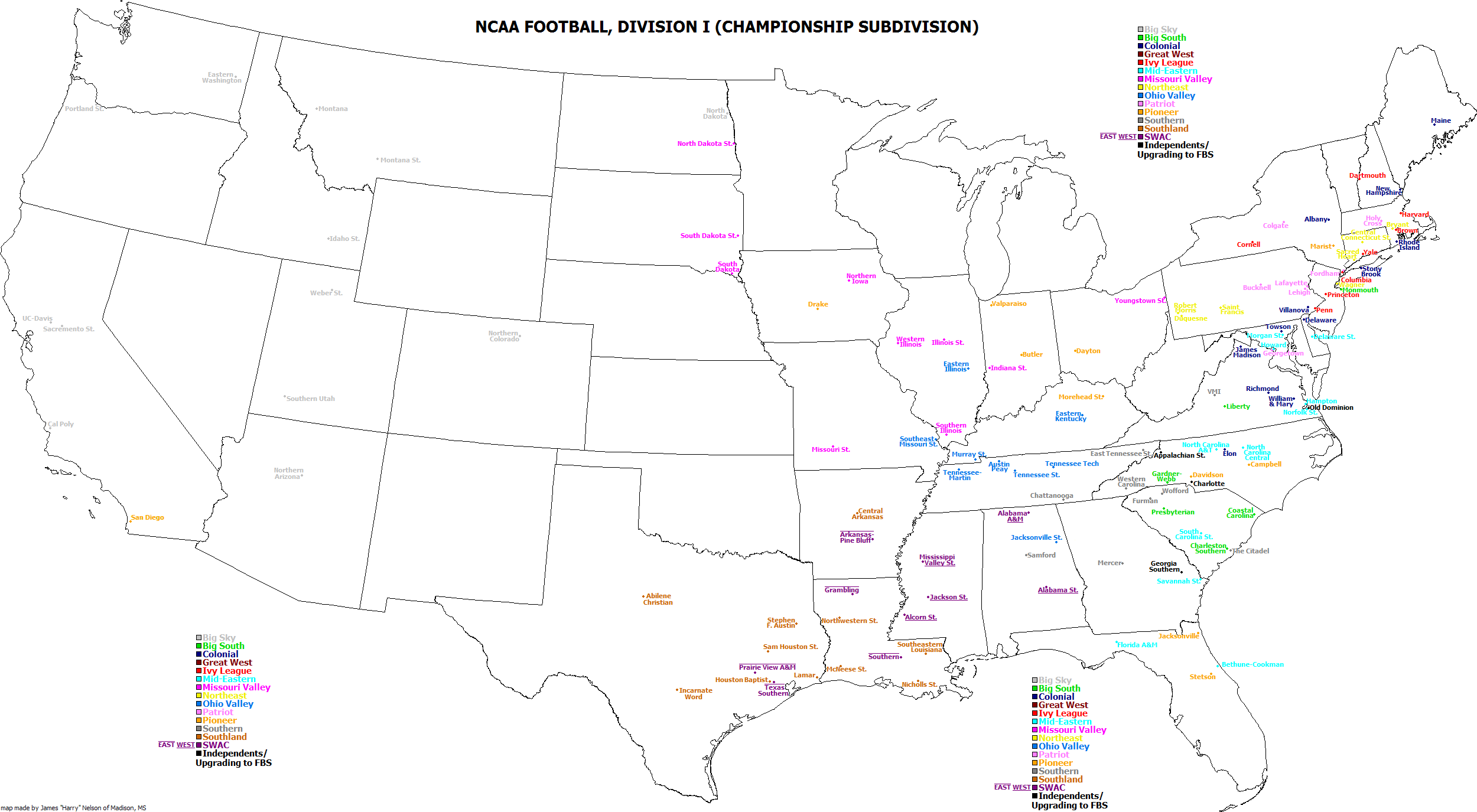
Mapa dos times da Division I (AA) FCS
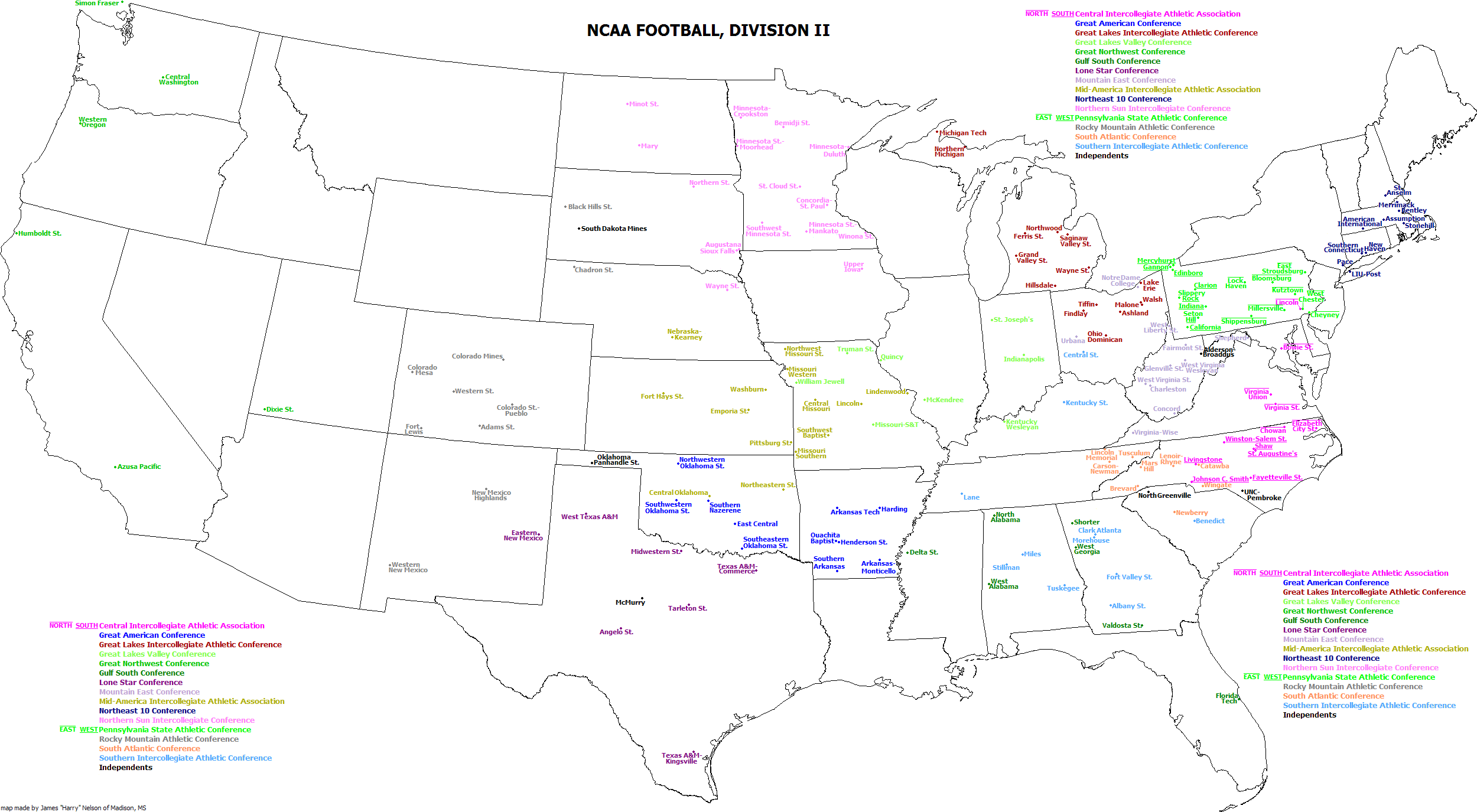
Mapa dos times da NCAA Division II
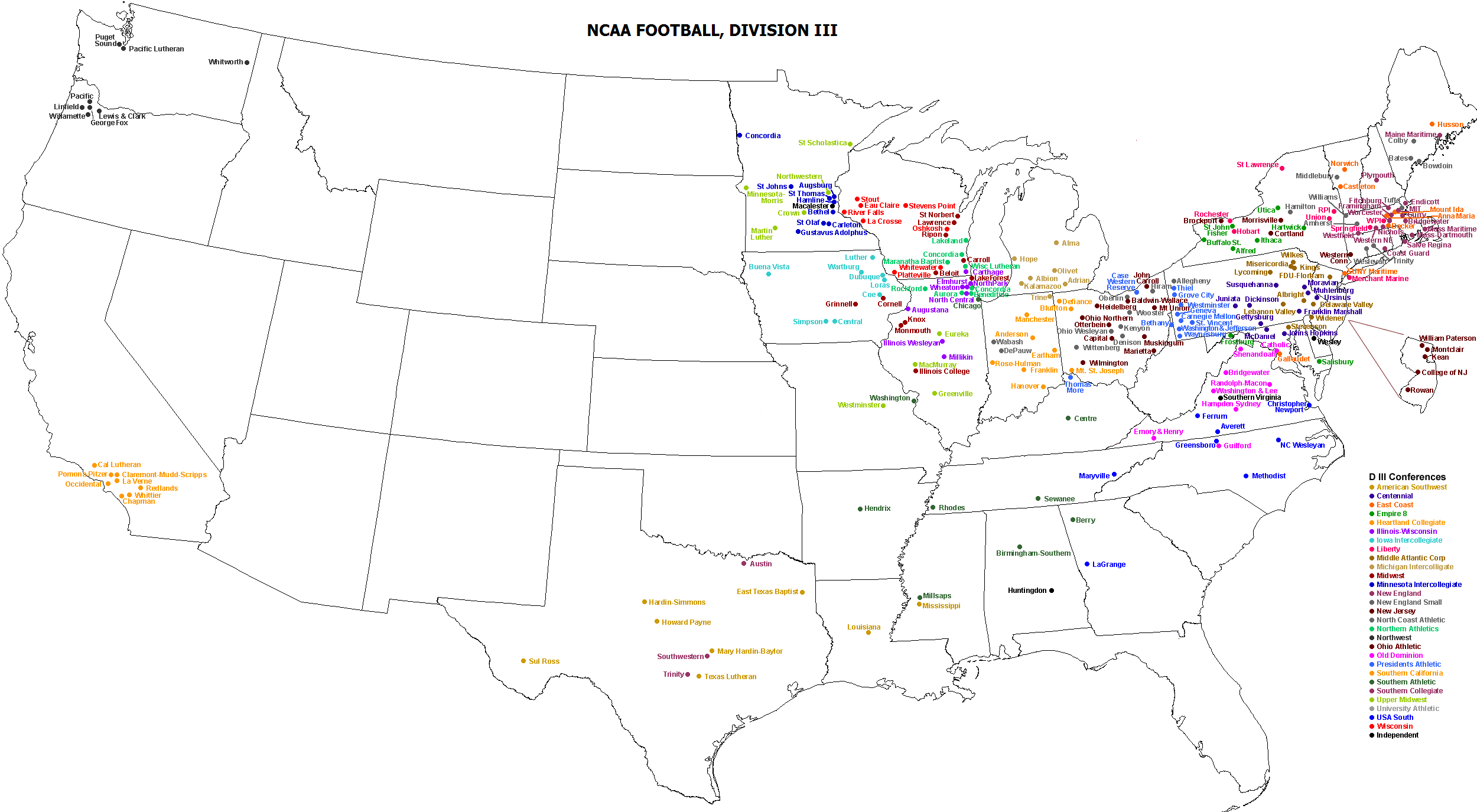
Mapa dos times da Division III
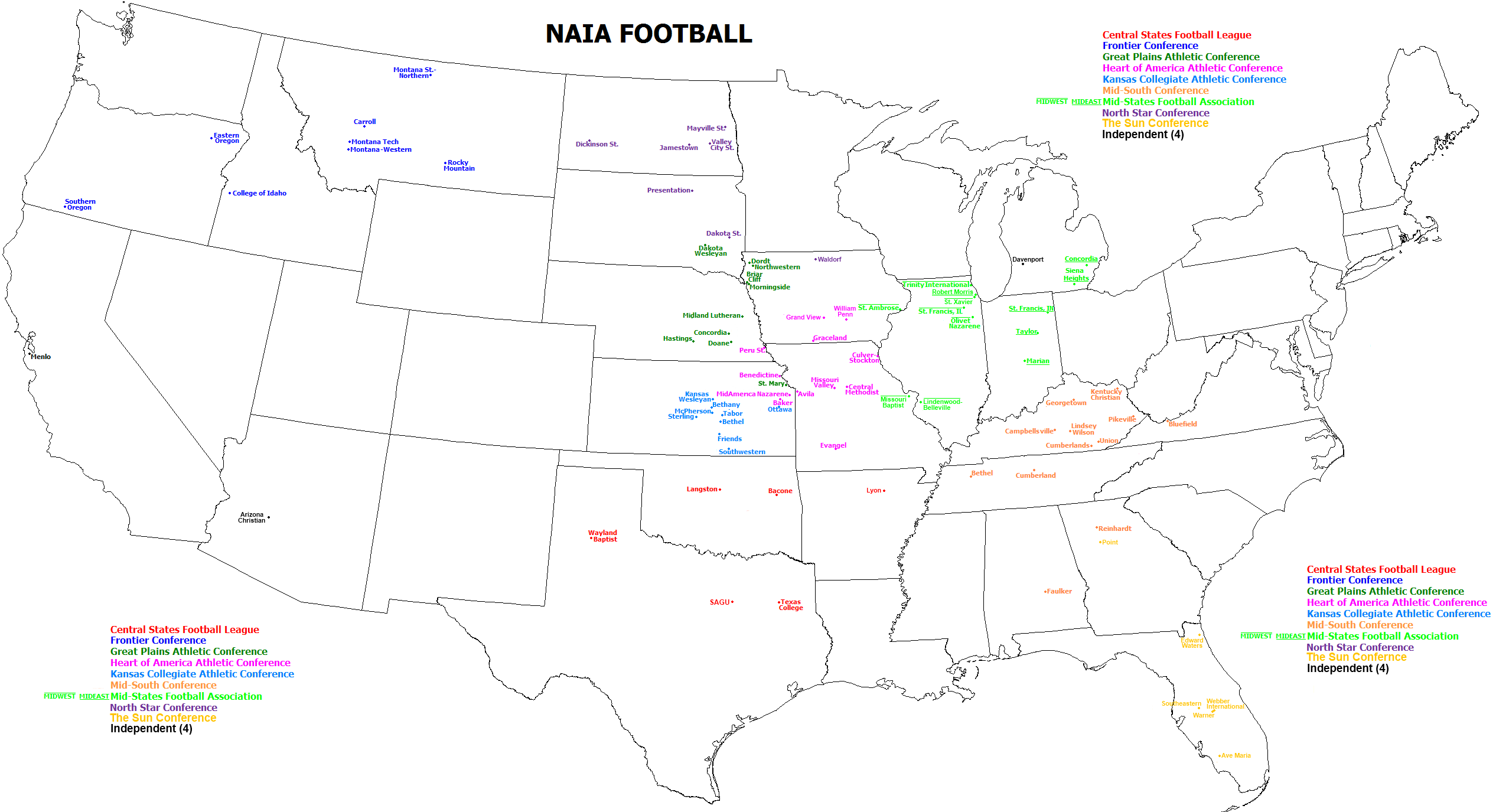
Mapa dos times de toda a NAIA
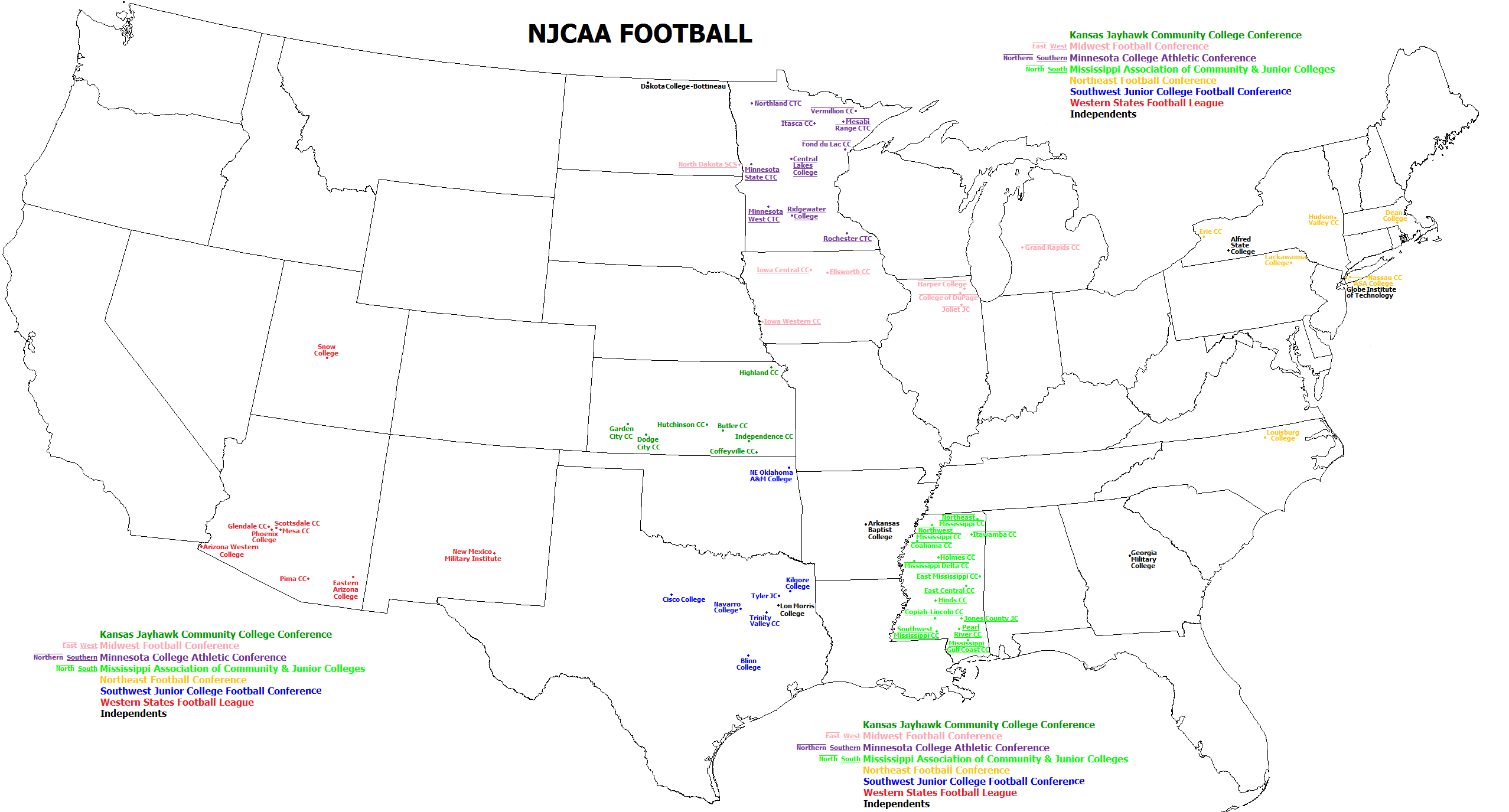
Mapa de todos os times da NJCAA

U.S. Map of Division 1-A Football Team Locations

Abaixo està a lista de campeões da Division I FBS e Division I FCS:

## Campeões da Bowl Championship Series (BCS) e do CFP National Championship
Ambos são um sistema de playoff, que define o campeão anual da FBS. A diferença é que na BCS apenas os dois finalistas se classificavam e no CFP National Championship: 4 times se classificam e fazem as semifinais e posteriormente a final.

### Campeões da Bowl Championship Series (BCS) (1998–2013)
| Temporada | Campeão       |
| --------- | ------------- |
| 1998      | Tennessee     |
| 1999      | Florida State |
| 2000      | Oklahoma      |
| 2001      | Miami (FL)    |
| 2002      | Ohio State    |
| 2003      | LSU           |
| 2004*     | USC           |
| 2005      | Texas         |
| 2006      | Florida       |
| 2007      | LSU           |
| 2008      | Florida       |
| 2009      | Alabama       |
| 2010      | Auburn        |
| 2011      | Alabama       |
| 2012      | Alabama       |
| 2013      | Florida State |

- *Título retirado pela BCS.

### Campeões do CFP National Championship (2014–presente)
| Temporada | Campeão    |
| --------- | ---------- |
| 2014      | Ohio State |
| 2015      | Alabama    |
| 2016      | Clemson    |
| 2017      | Alabama    |
| 2018      | Clemson    |
| 2019      | LSU        |
| 2020      | Alabama    |
| 2021      | Georgia    |
| 2022      | Georgia    |

## Com mais campeonatos nacionais da Bowl Championship Series (BCS) e do CFP National Championship

### Bowl Championship Series (BCS) (1998–2013)
| Time          | Titulos | Temporada(s)     |
| ------------- | ------- | ---------------- |
| Alabama       | 3       | 2009, 2011, 2012 |
| Florida       | 2       | 2006, 2008       |
| Florida State | 2       | 1999, 2013       |
| LSU           | 2       | 2003, 2007       |
| Auburn        | 1       | 2010             |
| Miami (FL)    | 1       | 2001             |
| Ohio State    | 1       | 2002             |
| Oklahoma      | 1       | 2000             |
| Texas         | 1       | 2005             |
| Tennessee     | 1       | 1998             |
| USC           | 0*      | 2004             |

- *Título retirado pela BCS.

### CFP National Championship (2014–presente)
| Time       | Titulos | Temporada(s)     |
| ---------- | ------- | ---------------- |
| Alabama    | 3       | 2015, 2017, 2020 |
| Clemson    | 2       | 2016, 2018       |
| Georgia    | 2       | 2021, 2022       |
| Ohio State | 1       | 2014             |
| LSU        | 1       | 2019             |

## Com mais campeonatos nacionais no total (títulos auto-declarados)
Como não havia um campeão oficial, vários times, que tinham campanhas boas em uma temporada, se auto-declaravam campeões da temporada. Alguns jornais e rankings famosos da época, cada um escolhia um time campeão, assim dando um embasamento para um time se auto-declarar campeão da temporada.
| Time           | Titulos | Temporada(s)                                                                                           |
| -------------- | ------- | --- |
| Yale           | 18      | 1874, 1876, 1877, 1880, 1881,1882,1883, 1884, 1886, 1887,1888, 1891, 1892, 1894, 1900,1907, 1909, 1927 |
| Alabama        | 16      | 1925, 1926, 1930, 1961, 1964, 1965, 1973, 1978, 1979, 1992, 2009, 2011, 2012, 2015, 2017, 2020         |
| Princeton      | 15      | 1869, 1870, 1872, 1873, 1878, 1879, 1880, 1885, 1889, 1893, 1896, 1903, 1906, 1911, 1922               |
| Notre Dame     | 13      | 1919, 1924, 1929, 1930, 1943, 1946, 1947, 1949, 1964, 1966, 1973, 1977, 1988                           |
| Michigan       | 10      | 1901, 1902, 1903, 1904, 1918, 1923, 1933, 1948, 1997, 2023                                             |
| Harvard        | 8       | 1875, 1890, 1898, 1899, 1910, 1912, 1913, 1919                                                         |
| USC            | 8       | 1931, 1932, 1962, 1967, 1972, 1974, 1978, 2003, 2004*                                                  |
| Ohio State     | 8       | 1942, 1954, 1957, 1961, 1968, 1970, 2002, 2014                                                         |
| Oklahoma       | 7       | 1950, 1955, 1956, 1974, 1975, 1985, 2000                                                               |
| Minnesota      | 6       | 1934, 1935, 1936, 1940, 1941, 1960                                                                     |
| LSU            | 5       | 1908, 1958, 2003, 2007, 2019                                                                           |
| Miami ( FL)    | 5       | 1983, 1987, 1989, 1991, 2001                                                                           |
| Nebraska       | 5       | 1970, 1971, 1994, 1995, 1997                                                                           |
| Pittsburgh     | 5       | 1910, 1916, 1918, 1937, 1976                                                                           |
| Penn           | 4       | 1895, 1897, 1904, 1908                                                                                 |
| Penn State     | 4       | 1911, 1912, 1982, 1986                                                                                 |
| Texas          | 4       | 1963, 1969, 1970, 2005                                                                                 |
| Army           | 3       | 1914, 1945, 1946                                                                                       |
| California     | 3       | 1920, 1921, 1922                                                                                       |
| Cornell        | 3       | 1915, 1921, 1922                                                                                       |
| Clemson        | 3       | 1981, 2016, 2018                                                                                       |
| Florida        | 3       | 1996, 2006, 2008                                                                                       |
| Florida State  | 3       | 1993, 1999, 2013                                                                                       |
| Georgia        | 3       | 1980, 2021, 2022                                                                                       |
| Georgia Tech   | 3       | 1917, 1928, 1990                                                                                       |
| Illinois       | 3       | 1919, 1923, 1927,                                                                                      |
| Michigan State | 3       | 1952, 1965, 1966                                                                                       |
| Auburn         | 2       | 1957, 2010                                                                                             |
| Tennessee      | 2       | 1951, 1998                                                                                             |
| Texas A&M      | 2       | 1919, 1939                                                                                             |
| Arkansas       | 1       | 1964                                                                                                   |
| BYU            | 1       | 1984                                                                                                   |
| Chicago        | 1       | 1905                                                                                                   |
| Colorado       | 1       | 1990                                                                                                   |
| Iowa           | 1       | 1958                                                                                                   |
| Lafayette      | 1       | 1896                                                                                                   |
| Maryland       | 1       | 1953                                                                                                   |
| Ole Miss       | 1       | 1960                                                                                                   |
| Rutgers        | 1       | 1869                                                                                                   |
| Stanford       | 1       | 1926                                                                                                   |
| Syracuse       | 1       | 1959                                                                                                   |
| TCU            | 1       | 1938                                                                                                   |
| UCLA           | 1       | 1954                                                                                                   |
| Washington     | 1       | 1991                                                                                                   |

- *Título retirado pela BCS mas ainda aparece nas estatísticas totais.

## Com mais campeonatos nacionais na Era Moderna (desde 1936), eleitos pela votação de Técnicos (Coaches) e pela Votação daAP
Cada votação pode eleger um campeão diferente para a mesma temporada.
| Time           | Titulos | Temporada(s)                                                                                     |
| -------------- | ------- | ------------------------------------------------------------------------------------------------ |
| Alabama        | 13      | 1961, 1964, 1965 (AP), 1973 (Coaches), 1978 (AP), 1979, 1992, 2009, 2011, 2012, 2015, 2017, 2020 |
| Notre Dame     | 8       | 1943, 1946, 1947, 1949, 1966, 1973 (AP), 1977, 1988                                              |
| Oklahoma       | 7       | 1950, 1955, 1956, 1974 (AP), 1975, 1985, 2000                                                    |
| USC            | 7       | 1962, 1967, 1972, 1974 (Coaches), 1978 (Coaches), 2003 (AP), 2004 (AP)*                          |
| Ohio State     | 6       | 1942, 1954 (AP), 1957 (Coaches), 1968, 2002, 2014                                                |
| Miami (FL)     | 5       | 1983, 1987, 1989, 1991 (AP), 2001                                                                |
| Nebraska       | 5       | 1970 (AP), 1971, 1994, 1995, 1997 (Coaches)                                                      |
| LSU            | 4       | 1958, 2003 (Coaches), 2007, 2019                                                                 |
| Minnesota      | 4       | 1936, 1940, 1941, 1960                                                                           |
| Texas          | 4       | 1963, 1969, 1970 (Coaches), 2005                                                                 |
| Clemson        | 3       | 1981, 2016, 2018                                                                                 |
| Florida        | 3       | 1996, 2006, 2008                                                                                 |
| Florida State  | 3       | 1993, 1999, 2013                                                                                 |
| Georgia        | 3       | 1980, 2021, 2022                                                                                 |
| Army           | 2       | 1944, 1945 (AP)                                                                                  |
| Auburn         | 2       | 1957 (AP), 2010                                                                                  |
| Michigan       | 2       | 1948, 1997 (AP)                                                                                  |
| Michigan State | 2       | 1952, 1965 (Coaches)                                                                             |
| Penn State     | 2       | 1982, 1986                                                                                       |
| Pittsburgh     | 2       | 1937, 1976                                                                                       |
| Tennessee      | 2       | 1951, 1998                                                                                       |
| BYU            | 1       | 1984                                                                                             |
| Colorado       | 1       | 1990 (AP)                                                                                        |
| Georgia Tech   | 1       | 1990 (Coaches)                                                                                   |
| Maryland       | 1       | 1953                                                                                             |
| Oklahoma State | 1       | 1945 (Coaches)                                                                                   |
| Syracuse       | 1       | 1959                                                                                             |
| TCU            | 1       | 1938                                                                                             |
| Texas A&M      | 1       | 1939                                                                                             |
| UCLA           | 1       | 1954 (Coaches)                                                                                   |
| Washington     | 1       | 1991 (Coaches)                                                                                   |

- *Título retirado pela BCS mas ainda aparece nas estatísticas totais.

## Campeões da Football Championship Subdivision (FCS)
É a outra parte da Division I, embora faça parte da Division I os times têm menos investimento por parte das universidades do que os times da FBS.
| Temporada | Campeão                | Vice-campeão       | Placar | Sede                            |
| --------- | ---------------------- | ------------------ | ------ | ------------------------------- |
| 1978      | Florida A&M            | Massachusetts      | 35–28  | Wichita Falls (Texas)           |
| 1979      | Eastern Kentucky       | Lehigh             | 30–7   | Orlando (Flórida)               |
| 1980      | Boise State            | Eastern Kentucky   | 31–29  | Sacramento (Califórnia)         |
| 1981      | Idaho State            | Eastern Kentucky   | 34–23  | Wichita Falls (Texas)           |
| 1982      | Eastern Kentucky (2)   | Delaware           | 17–14  | Wichita Falls (Texas)           |
| 1983      | Southern Illinois      | Western Carolina   | 43–7   | Charleston (Carolina do Sul)    |
| 1984      | Montana State          | Louisiana Tech     | 19–6   | Charleston (Carolina do Sul)    |
| 1985      | Georgia Southern       | Furman             | 44–42  | Tacoma (Washington)             |
| 1986      | Georgia Southern (2)   | Arkansas State     | 48–21  | Tacoma (Washington)             |
| 1987      | Northeast Louisiana    | Marshall           | 43–42  | Pocatello (Idaho)               |
| 1988      | Furman                 | Georgia Southern   | 17–12  | Pocatello (Idaho)               |
| 1989      | Georgia Southern (3)   | Stephen F. Austin  | 37–34  | Statesboro (Geórgia)            |
| 1990      | Georgia Southern (4)   | Nevada             | 36–13  | Statesboro (Geórgia)            |
| 1991      | Youngstown State       | Marshall           | 25–17  | Statesboro (Geórgia)            |
| 1992      | Marshall               | Youngstown State   | 31–28  | Huntington (Virginia Ocidental) |
| 1993      | Youngstown State (2)   | Marshall           | 17–5   | Huntington (Virginia Ocidental) |
| 1994      | Youngstown State (3)   | Boise State        | 28–14  | Huntington (Virginia Ocidental) |
| 1995      | Montana                | Marshall           | 22–20  | Huntington (Virginia Ocidental) |
| 1996      | Marshall (2)           | Montana            | 49–29  | Huntington (Virginia Ocidental) |
| 1997      | Youngstown State (4)   | McNeese State      | 10–9   | Chattanooga (Tennessee)         |
| 1998      | UMass                  | Georgia Southern   | 55–43  | Chattanooga (Tennessee)         |
| 1999      | Georgia Southern (5)   | Youngstown State   | 59–24  | Chattanooga (Tennessee)         |
| 2000      | Georgia Southern (6)   | Montana            | 27–25  | Chattanooga (Tennessee)         |
| 2001      | Montana (2)            | Furman             | 13–6   | Chattanooga (Tennessee)         |
| 2002      | Western Kentucky       | McNeese State      | 34–14  | Chattanooga (Tennessee)         |
| 2003      | Delaware               | Colgate            | 40–0   | Chattanooga (Tennessee)         |
| 2004      | James Madison          | Montana            | 31–21  | Chattanooga (Tennessee)         |
| 2005      | Appalachian State      | Northern Iowa      | 21–16  | Chattanooga (Tennessee)         |
| 2006      | Appalachian State (2)  | Massachusetts      | 28–17  | Chattanooga (Tennessee)         |
| 2007      | Appalachian State (3)  | Delaware           | 49–21  | Chattanooga (Tennessee)         |
| 2008      | Richmond               | Montana            | 24–7   | Chattanooga (Tennessee)         |
| 2009      | Villanova              | Montana            | 23–21  | Chattanooga (Tennessee)         |
| 2010      | Eastern Washington     | Delaware           | 20–19  | Frisco (Texas)                  |
| 2011      | North Dakota State     | Sam Houston State  | 17–6   | Frisco (Texas)                  |
| 2012      | North Dakota State (2) | Sam Houston State  | 39–13  | Frisco (Texas)                  |
| 2013      | North Dakota State (3) | Towson             | 35–7   | Frisco (Texas)                  |
| 2014      | North Dakota State (4) | Illinois State     | 29–27  | Frisco (Texas)                  |
| 2015      | North Dakota State (5) | Jacksonville State | 37–10  | Frisco (Texas)                  |
| 2016      | James Madison (2)      | Youngstown State   | 28–14  | Frisco (Texas)                  |
| 2017      | North Dakota State (6) | James Madison      | 17–13  | Frisco (Texas)                  |
| 2018      | North Dakota State (7) | Eastern Washington | 38–24  | Frisco (Texas)                  |
| 2019      | North Dakota State (8) | James Madison      | 28–20  | Frisco (Texas)                  |
| 2020      | Sam Houston            | South Dakota State | 23–21  | Frisco (Texas)                  |
| 2021      | North Dakota State (9) | Montana State      | 38–10  | Frisco (Texas)                  |
| 2022      | South Dakota State     | North Dakota State | 45–21  | Frisco (Texas)                  |

## Com mais campeonatos nacionais (FCS)
| Time                 | Títulos | Temporada(s)                                         | Vice-Campeonatos | Temporada(s)                 |
| -------------------- | ------- | ---------------------------------------------------- | ---------------- | ---------------------------- |
| North Dakota State   | 9       | 2011, 2012, 2013, 2014, 2015, 2017, 2018, 2019, 2021 | 1                | 2022                         |
| Georgia Southern*    | 6       | 1985, 1986, 1989, 1990, 1999, 2000                   | 2                | 1988, 1998                   |
| Youngstown State     | 4       | 1991, 1993, 1994, 1997                               | 3                | 1992, 1999, 2016             |
| Appalachian State*   | 3       | 2005, 2006, 2007                                     | 0                |                              |
| Montana              | 2       | 1995, 2001                                           | 5                | 1996, 2000, 2004, 2008, 2009 |
| Marshall*            | 2       | 1992, 1996                                           | 4                | 1987, 1991, 1993, 1995       |
| Eastern Kentucky     | 2       | 1979, 1982                                           | 2                | 1980, 1981                   |
| James Madison*       | 2       | 2004, 2016                                           | 2                | 2017, 2019                   |
| Delaware             | 1       | 2003                                                 | 3                | 1982, 2007, 2010             |
| Furman               | 1       | 1988                                                 | 2                | 1985, 2001                   |
| Sam Houston*         | 1       | 2020                                                 | 2                | 2011, 2012                   |
| UMass*               | 1       | 1998                                                 | 2                | 1978, 2006                   |
| Boise State*         | 1       | 1980                                                 | 1                | 1994                         |
| Eastern Washington   | 1       | 2010                                                 | 1                | 2018                         |
| Montana State        | 1       | 1984                                                 | 1                | 2021                         |
| South Dakota State   | 1       | 2022                                                 | 1                | 2020                         |
| Florida A&M          | 1       | 1978                                                 | 0                |                              |
| Idaho State          | 1       | 1981                                                 | 0                |                              |
| Northeast Louisiana* | 1       | 1987                                                 | 0                |                              |
| Richmond             | 1       | 2008                                                 | 0                |                              |
| Southern Illinois    | 1       | 1983                                                 | 0                |                              |
| Villanova            | 1       | 2009                                                 | 0                |                              |
| Western Kentucky*    | 1       | 2002                                                 | 0                |                              |

- *Agora membros da FBS.